# Dvobojnica
Dvobojnica (lat. Dichrocephala),  biljni rod iz porodice glavočika. Pripada mu 4 vrste iz tropske Afrike, Madagaskara, tropske Azije pa kroz Maleziju na istok do Japana, Fidžija, Društvenih otoka i otočja Austral (Rimatara); 1 na Kavkazu.
Jedina vrsta u Hrvatskoj je uvezena cjelolisna dvobojnica, D. integrifolia.

## Vrste
1. Dichrocephala benthamii C.B.Clarke
2. Dichrocephala chrysanthemifolia (Blume) DC.
3. Dichrocephala hamiltonii Hook.f.
4. Dichrocephala integrifolia (L.f.) Kuntze